# Ferdinand Ludwig von Sjöholm
Ferdinand Ludwig von Sjöholm (* 1. April 1769 in Stralsund; † 8. Februar 1841 in Mainz) war ein preußischer Generalleutnant.

## Leben

### Herkunft
Seine Eltern waren Magnus Johann von Sjöholm (1719–1795) und dessen Ehefrau Marie Dorothea, geborene Rehfeldt (1739–1776), eine Tochter des Superintendenten von Stralsund Paul Rehfeld. Der Vater war schwedischer Ritter und Oberst im Regiment „von Blistenholm“. Der Generalmajor Friedrich Wilhelm von Sjöholm war sein Bruder. Seine Schwester Charlotte (1766–1829) war mit dem Staatsrat Emanuel Friedrich Hagemeister verheiratet.

### Militärkarriere
Sjöholm wurde am 1. September 1781 Gefreitenkorporal im Infanterieregiment „von Steinwehr“ der Preußischen Armee. Dort avancierte er bis 19. November 1787 zum Sekondeleutnant und nahm als solcher 1795/95 während des Feldzuges in Polen an den Gefechten bei Magnuszewo und Demnikowo teil. Dafür erhielt Sjöholm am 11. November 1794 den Orden Pour le Mérite. Am 29. April 1795 wurde er Premierleutnant, am 9. Mai 1797 Stabskapitän sowie am 29. Oktober 1799 Kapitän und Kompaniechef. Er kam ins Grenadierbataillon „Fabecky“, das aus den Grenadierkompanien der Regimenter „von Hohenlohe-Ingelfingen“ und „von Diericke“ bestand. Im Vierten Koalitionskrieg kämpfte er in der Schlacht bei Preußisch Eylau. Dafür erhielt Sjöholm am 12. Mai 1808 von Zar Alexander eine goldene Dose und am 27. Dezember 1808 wurde er zum Major befördert.
Am 8. Oktober 1811 kam Sjöholm als Kommandeur in das 4. Ostpreußische Infanterie-Regiment. Am 12. März 1812 wurde er Führer des kombinierten 2. Infanterie-Regiments, das für Napoleons Russlandfeldzug 1812 zusammengestellt wurde. Nach dem Feldzug wurde Sjöholm am 8. Februar 1813 wieder Kommandeur des 4. Ostpreußischen Infanterie-Regiments. Während der Befreiungskriege kämpfte er in den Schlachten bei Großbeeren, Dennewitz und Leipzig. In der Zeit wurde er am 8. Dezember 1813 Oberstleutnant und am 31. Mai 1814 Oberst. Ferner erwarb Sjöholm für Großbeeren das Eiserne Kreuz II. Klasse und für Dennewitz das Kreuz I. Klasse sowie den Sankt-Stanislaus-Orden. An den Folgen einer dabei zugezogenen Verwundung litt Sjöholm den Rest seines Lebens.
Nach dem Krieg kam er am 20. August 1816 als Brigadekommandeur nach Breslau. Am 30. März 1818 wurde mit Patent vom 6. April 1818 zum Generalmajor befördert und am 5. September 1818 zum Kommandeur der Infanterie-Brigade der 11. Division ernannt. Mit der Umbildung und Etatisierung seines bisherigen Großverbandes wurde Sjöholm am 3. April 1820 Kommandeur der 11. Infanterie-Brigade. Am 14. September 1824 erhielt er den Roten Adlerorden III. Klasse, am 18. Juli 1825 kam er als Kommandant nach Köln. Dort erhielt er am 4. August 1825 das Dienstkreuz. Am 10. September 1830 wurde Sjöholm sein Abschied als Generalleutnant mit einer jährlichen Pension von 2750 Talern gewährt. Er starb am 8. Februar 1841 in Mainz.

### Familie
Sjöholm heiratete am 1. September 1800 in Liekeim (Kreis Bartenstein) Auguste Albertine Friederike von Unruh (1782–1810). Das Paar hatte mehrere Kinder:
- Karoline Emilie (1803–1831) ⚭ 1827 Gustav von Imhoff (1793–1875), preußischer Generalmajor
- Laura Friederike Luise (* 1805)
- Clementine Elise Elfriede (* 1806)